# Regne de Mysore
Mysore —en kannada ಮೈಸೂರು IAST Maisūru— fou un antic principat (1399 - 1947) que fou integrat a de l'Índia Britànica, que forma actualment part de l'estat de Karnataka. El nom deriva de Mahishàsura, mític dimoni amb cap de búfal.
L'antic estat tenia el vèrtex sud a la zona d'unió entre els Ghats Occidentals i els Ghats Orientals a les muntanyes Nilgiris. La capital dinàstica era a Mysore però l'administrativa a Bangalore; el maharaja residia una part de l'any en cadascuna, però els principals oficials de l'estat residien sempre a Bangalore. L'assemblea representativa es reunia una vegada a l'any a Mysore (ciutat) coincidint amb el festival de Dasara i el diwan presentava el seu informe anual.

## Geografia
La superfície el 1901 consta com 76.231 km² i el 1931 com 76.340 km² (el 1881 consta com 64.023 però probablement està mal calculada).
L'altura oscil·la entre 600 i 1000 metres. Estava dividit en dues parts; la muntanyosa anomenada Malnad, a l'oest, i la més plana a l'est, coneguda com a Maidan o Bayalshlme, que formava la part principal i més gran. Les principals elevacions eren el Biligiri-Rangans (1.300 metres, el Savandurga (1.247), el Sivaganga (1.413), el Maddagiri (1.220), el Nidugal (1.169), el Ballalrayandurga (1.531 metres), el Baba Budans (1.659 metres), el Gopalswami Betta (1.479), el Chunchangiri (999), les muntanyes Hagalvadi (1.098), el Sakunagiri (1.442) i les muntanyes Ubrani.
Els rius principals són el Kistna i el Cauvery. Altres rius són el Penner o Uttara Pinakini (amb els tributaris Chitravati i Papaghni), Ponnaiyar o Dakshina Pinakini, Palar (a l'est), el Sharavati, amb les cascades de Gersoppa; el Tunga, el Bhadra, el Tungabhadra (amb el seu afluent el Hagari o Vedavati) que desaigua al Kistna (ja fora de l'estat), el Hemavati (afluent del Yagachi), el Lokapavani, Shimsha i Arkavati (afluents del Cauvery), el Lakshmantirtha, Kabbani o Kapila (amb els tributaris del Nugu i Gundal) i el Honnuhole o Suvarnavati.

## Símbols
La bandera era partida horitzontalment en dues parts: al damunt vermell i a la part inferior un color safrà vermellós amb aspecte d'or vell. Avui dia s'utilitza amb un color més clar, proper al groc.
L'escut era vermell amb l'ocell de dos caps de plata al centre amb bec i potes d'or. És aguantat per dos lleons amb cap d'elefant, negres amb corns de plata i decoració daurada, aguantats sobre decoració daurada sota la qual una cinta blanca amb inscripció en caràcters sànscrits; en cap elm daurat amb llambrequins de plata i gules; per sobre un lleó daurat sobre cinta de plata i gules, amb el cap d'un cèrvid a la boca.
Els primers segells de Mysore corresponen a 1872; les darreres emissions fiscals (revenue) foren entre 1925 i 1930, i les emissions court fee de 1925 es van seguir emetent fins al 1953.

## Història

### Mauryes
Després de la invasió de l'oest de l'Índia per Alexandre el Gran (327 aC), i de la seva retirada, els maurya sota Chandragupta Maurya es van apoderar del nord de l'Índia. La seva capital era a Pataliputra (Patna) a Bihar. La tradició jainista (avalada per inscripcions i monuments) diu que Chandragupta Maurya va morir a Sravana Belgola a Mysore, després de deixar el tron per acabar la seva vida fent exercicis espirituals conforme als ensenyaments jainistes; el va acompanyar al sud el seu mestre Bhadrabahu que en arribar a Sravana Belgola va veure el seu final proper i va enviar un grup de pelegrins dirigits per Visakha cap a la regió de Punnata al sud-oest de Mysore i ell mateix va restar al darrere assistit només per un deixeble que no era altra que el mateix emperador Chandragupta. Tant Bhadrabahu com Chandragupta van morir en aquell lloc però l'emperador va sobreviure al seu mestre per 12 anys. La troballa de Rice dels edictes d'Asoka (segle iii aC) al nord-est de Mysore va establir que aquest territori fou part dels dominis mauryes; Asoka se sap que va enviar missioners a diversos llocs com Mahida Mandala (Mysore ciutat) i Vanavasi (o Banavasi) al nord-oest de l'estat, punts segurament als extrems del seu imperi.

### Andhres o satavahanes
El nord de Mysore va passar després a mans dels andhres o satavahanes; d'aquests deriva l'era de Salivahana, iniciada l'any 78. El període andhra s'inicia al segle ii i els seus dominis es van estendre cap a l'est i oest per tot el Dècan amb capital a Dhanakataka (Dharanikota a la riba del Kistna), amb una segona capital occidental a Paithan a la riba del Godavari. Els reis portaven el nom general de Satakarni.

### Kadambes i pal·laves
Als andhres van succeir els kadambes de Banavasi al nord-oest i els pal·laves al nord-est; els primers, indígenes, van sorgir a Sthanagundur (moderna Talagunda) i van tenir capital a Banavasi; els segons tenien capital a Kanchi (Conjeeveram) i el seu territori estava centrat a Tundaka o Tonda-mandala (el país a l'est de Mysore) del que van desplaçar als mahavalis o banes, suposats descendents de Bali o Maha Bali, connectats a Mahabalipur (les Set Pagodes, a la costa). Al segle ix els pal·laves foren coneguts com a nonambes o nolambes i van donar el nom als pobles dels nonambavadis o nolambavadis que corresponen als moderns nonabes al districte de Chitaldroog.

### Rashtrakutes
Al nord-oest al segle V els chalukyes es van estendre pel Dècan i van sotmetre als rashtrakutes, però foren aturats pels pal·laves; al segle VI el rei chalukya Pulikesin va arrabassar Vatapi (Badami al districte de Bijapur) als pal·laves i la va convertir en la seva capital; el seu fill va sotmetre als mauryes que governaven a Konkan i als kadambes de Banavasi; un altre fill va sotmetre als Kalachuris de Mahishmati. Pulikesin II, al segle vii, va entrar en contacte amb els Ganga occidentals; el segle vii els chalukyes es van dividir en dues branques: els chalukya orientals amb capital a Vengi (al districte de Kistna, conquerida als pal·laves) i més tard a Rajahmundry; i els chalukya occidentals que van romandre a Vatapi i de vegades van tenir seu a Kalyani; aquests sobirans portaven el títol dinàstic de Satyasraya, del nom de Pulikesin, el primer rei de la branca i gran conqueridor, que entre les seves victòries en va aconseguir una molt important sobre Harshavardhana, rei de Kanauj, el sobirà més poderós del nord de l'Índia, i que per les seves conquestes havia obtingut el títol de Paramesvara; tant Harsa com Pulikesin són esmentats pel pelegrí xinès Hiuen Tsiang que va visitar l'Índia; a la mort de Pulikesin els pal·laves van infligir diverses derrotes als chalukyes occidentals però Vikramaditya va restaurar el seu poder, va sotmetre als pandyes, coles i cheres o kerales i als reis kalabhres, i va capturar Kanchi, forçant al rei pal·lava a posar la corona als seus peus.
Però els rahtrakutes sota el rei Dantidurga i després el rei Krishna o Kannara, van aconseguir independitzar-se aviat i per dos-cents anys (des de la meitat del segle VIII) van obtenir l'hegemonia; foren coneguts com a rattes i el seu domini Rattavadi. La seva capital fou inicialment Mayurakhandi (Morkhand al districte de Nasik), però en començar el segle ix fou traslladada a Manyakheta (moderna Malkhed). El seu títol més comú fou Vallabha, agafat dels chalukyes, que era una forma en pakrit de Ballaha, i que va fer que fossin anomenats pels àrabs al segle X com a balhares.
Al final del segle VIII el rei rashtrakuta Dhruva o Dharavarsha va imposar tribut als pal·laves i va derrotar i capturar al rei dels gangues, el país dels quals, Gangavadi, mai abans conquerit, fou governat per un temps per virreis rashtrakutes entre els quals es coneixen per inscripcions a Kambharasa, també Ranavaloka, suposadament fill de Dharavarsha, i el 813 Chaki Raja. Finalment el rei rashtrakuta Govinda o Prabhutavarsha va alliberar el rei ganga presoner (probablement Sivamara II), i el va substituir al tron.
El rashtrakuta Nripatunga o Amoghavarsha va tenir un llarg regnat al segle ix i va deixar diversos escrits en canarès; el seu successor va estar sovint en guerra contra els chalukyes orientals que foren sotmesos a la meitat del segle X pels coles que així van entrar en col·lisió amb els rashtrakutes, que aleshores estaven aliats estretament als gangues; el rei ganga Butuga estava casat amb una princesa rahtrakuta i va ajudar al seu cunyat Kannara o Akalavarsha a assegurar el tron; li va fer un gran servei matant al rei cola Rajaditya a Takkola (prop d'Arkonam) el que va aturar l'expansió cola; Butuga fou recompensat amb els districtes nord-occidentals de Mysore afegits als de Maharashtra que havien format la dot de la seva esposa. El 973 Taila va restaurar la supremacia dels chalukya occidentals, i el rei Indra, el darrer rashtrakuta, va morir a Sravana Belgola el 982.

#### Llista de reis rahstrakutes
- Dantidurga, 735 - 756
- Krishna I, 756 - 774
- Govinda II, 774 - 780
- Dhruva Dharavarsha, 780 - 793
- Govinda III, 793 - 814
- Amoghavarsha I, 814 - 878
- Krishna II, 878 - 914
- Indra III, 914 -929
- Amoghavarsha II, 929 - 930
- Govinda IV, 930 - 936
- Amoghavarsha III, 936 - 939
- Krishna III, 939 - 967
- Khottiga Amoghavarsha, 967 - 972
- Karka II, 972 - 973
- Indra IV, 973 - 982

### Gangues
Mentre els sobirans gangues del nord, de la raça Ikshvaku després anomenada raça solar, de noms Dadiga i Madhava, amb el suport del sacerdot jainista Simhanandi, que vivia a Perur (encara anomenada avui Ganga-Perur, al districte de Cuddapah), es van establir a la resta de Mysore al final del segle ii, tenint a Kuvalala o Kolala (Kolar) com a ciutat principal i a Nandagiri (Nandidroog) com la seva fortalesa més destacada, i van fundar el regne de Gangavadi, els habitants dels quals encara existeixen en els moderns gangadikares; el nom de la dinastia, que va governar fins al començament del segle XI, està relacionat amb els Gangues de la vall del Ganges, anomenat a les fonts occidentals gangaridae (gangàrides), que segons els escriptors grecs i romans foren els principals vassalls dels mauryes. Els gangues també van fundar alguna dinastia a Kalinga (actual Orissa) i són esmentats per Plini el Vell com gangaridae calingae (gangàrides calinges) i potser aquí van combatre a Asoka en la seva sagnant guerra que el va portar a adoptar el budisme per fer front als horrors que havia vist, segons ell mateix diu al seu edicte 13è. Per això els gangues de Mysore són coneguts també com a gangues occidentals. El regne de Gangavadi tenia límit al nord amb Marandale (lloc no identificat), a l'est amb Tondanad; a l'oest amb l'oceà (per la part de Travancore i Cochin) i al sud amb Kongu Nadu (districtes de Salem i Coimbatore). Tots els seus reis tenien el títol comú de Kongunivarma; el tercer rei va traslladar la capital a Talakad a la riba del Cauvery; el setè rei Durvinita (segle vi), va fer extenses conquestes al sud i est i va conquerir alguns territoris dels pal·laves; a la meitat del segle VIII els gangues estaven en el seu punt de màxim poder i prosperitat i el territori era conegut com a Srirajya o Regne Afortunat; el rei Sripurusha (725-788) va sotmetre als pal·laves i va agafar el títol de Permmanadi, en endavant aplicat a tots els reis gangues; va fixar la seva residència reial a Manyapura (Manne al districte de Bangalore). Després d'un període amb predomini rashtrakuta, des del temps de Rachamalla o Rajamalla I (817-853) els gangues van prosperar altra vegada i finalment els reis van agafar el títol de Satyavakya a més del de Permmanadi. Marasimha (960-974) va destruir als nolambes. La dinbastia va acabar de fet amb Rakkasa Ganga (985-1024) i un rei de nom Nitimarga (III).

#### Llista de reis ganga (gangues occidentals)
- Kongunivarman Madhava I vers 350
- Madhava II vers 400
- Harivarman vers 450
- Vishnugopa
- Madhava III vers 460
- Avinita vers 500
- Durvinita vers 540
- Mushkara vers 550
- Sri Vikrama
- Bhuvikrama
- Sivamara I vers 670
- Rei de nom desconegut vers 700-725
- Sri Purusha 725-788
- Sivamara II 788-817
- Rajamalla I 817-853
- Nitimarga I 853-870
- Rajamalla II 870-907
- Nitimarga II 907-935
- Narasimha 935-936
- Rajamalla III 936-937
- Butuga 937-960
- Maruladeva 960
- Marasimha 960-974
- Rajamalla IV 974-985
- Rakkasa Ganga 985-1024

### Chalukyes occidentals i coles
El renaixement dels chalukyes occidentals va durar 200 anys durant la primera meitat dels quals va estar en continuada lluita contra els coles; aquests havien dominat completament el 972 als chalukyes de Vengi que fou convertit en un virregnat regit per prínceps coles; al mateix temps una princesa cola es va casar a un rei ganga de Kalinga, amb dominis més al nord. El 997 el rei cola va envair la part oriental de Mysore; el 1004 el seu fill Rajendra Cola va ocupar Talakad i la sobirania dels gangues va quedar seriosament afectada perdent el sud del país sota una línia entre Arkalgud, Seringapatam, Nelamangala fins a Nidugal; la resta de Mysore, el nord i oest va romandre subjecte als chalukya occidentals dels quals el rei més conegut fou Vikramaditya, el fill d'una princesa ganga, que va governar del 1076 al 1126; el seu imperi fou conegut com a Kuntala, i la principal província era Banavasenad (a grans trets el modern districte de Shimoga) amb capital a Balligave, avui Belgami, que tenia esplèndids temples dedicats a Siva, Buda, Vixnu, Brahma i altres, i famosos erudits van dirigir els grans monestirs o maths.

### Kalachuris
Els chalukyes foren suplantats el 1155 pels kalachuris, dirigits per Bijjala, que abans havia estat ministre i general. En el seu regnat es va produir el renaixement Saiva, que va resultar en l'establiment de la secta lyngayat encara popular avui dia a la zona. El poder kalachuri fou efímer i es va acabar el 1183.

### Hoysales
Van seguir els hoysales (de vegades poysales) originats en una casa de caps locals dels Ghats Occidentals, a Sosevur o Sasikapura (moderna Angadi al districte de Kadur). La dinastia fou fundada per Sala, que amenaçat per un tigre va rebre l'avís d'un sacerdot jainista que va cridar ¡poy Sala! (colpeja Sala) i va matar l'animal, i llavors va agafar el nom dinàstic de Poysala, modernament convertit en Hoysala. Els hoysales reclamaven ser descendents dels yadaves i de la raça lunar; inicialment foren vassalls dels chalukyes orientals i van tenir capital a Dorasamudra (avui Halebid al districte de Hassan). En temps de Vinayaditya, que governava al final del segle XI, els seus dominis abraçaven Konkana (Konkan), Alvakheda (South Kanara), Bayalnad (Wynaad), Talakad (sud del districte de Mysore) i Savimale (en alguna part al nord del riu Kistna). El seu fill Ereyanga fou un gran general al servei dels chalukyes i entre altres èxits va cremar Dhar, la capital malava; va morir abans que el seu pare, i el tron va passar als seus fills. Bitti Deva o Vishnuvardhana (vers 1110-1152) va permetre al reformador Ramanuja, refugiat al seu regne fugint dels coles, l'establiment de la religió hinduista amb el culte a Vishnu en el lloc de la religió jainista, i va agafar el nom de Vishnuvardhana; va fer diverses conquestes entre les quals la conquesta de Talakad (al sud de Mysore) el 1116; després els coles foren expulsats de Mysore; els límits del seu regne es van estendre a Nagali (al districte de Kolar) a l'est, Kongu, Cheram, Anaimalia (districtes de Salem i Coimbatore) i Rameswaram al sud, Barkanur a l'oest, i Savimale al nord; el seu domini original fou cedit als bramans i el rei va governar sobre els territoris conquerits; va morir a Bankapur (districte de Dharwar) vers 1152 i el va succeir el seu fill Narasimha I; el fill d'aquest Vira Ballala va pujar al tron el 1173 i va ser tan famós que la família fou anomenada a vegades com els ballales: va derrotar al nord els kalachuris i els seunes (els yadaves de Deogiri) especialment el sobirà de Soratur, i va portar el domini hoysala fins més enllà del riu Kistna, establint la seva residència a Lokkigundi (Lakkundi al districte de Dharwar); va dominar totes les fortaleses a la vora del riu Tungabhadra i va conquerir Uchchangi, la capital dels pandyes, la qual els coles després d'un setge de dotze anys, havien renunciat a conquerir.
El seu net Narasimha II va rebutjar als seunes al nord-oest però principalment va lluitar al sud-est on a més d’enderrocar als pandyes va sotmetre als pal·laves o kadaves i els reis magara, i va restablir a un enderrocat rei cola en el tron; els seunes van aprofitar aquestes lluites per pressionar cap al sud i van aconseguir apoderar-se d’algunes parts del nord-oest; Someswara va pujar al tron el 1233 i durant el seu regnat els seunes van intentar avançar cap a Dorasamudra, la capital, però foren rebutjats encara que el general seuna Saluva Tikkama va reclamar alguns èxits; el rei hoysala es va traslladar a l'antic territori cola, a Kannanur o Vikramapura (prop de Srirangam i Trichinopoly) i a la seva mort el 1254 o 1267 (les dates varien segon les fonts) el seu regne fou repartit: la capital i el territori ancestral va ser pel seu fill Narasimha III, mentre el país tàmil i el districte de Kolar va ser per un segon fill, Ramanatha.
Els seunes, sota el seu rei Mahadeva, foren expulsats per Narasimha III; el domini hoysala fou reunificat sota Ballala III que va pujar al tron el 1291. Durant el seu regnat els musulmans van entrar al seu territori (1310) dirigits per Malik Kafur el general del sultà khalji de Delhi Ala al-Din Muhammad Shah I Khalji (1296-1316); Ballala III fou derrotat i fet presoner i Dorasamudra saquejada; els invasors van tornar a Delhi amb un immens botí; el fill del rei, emportat com a ostatge, fou alliberat el 1313; una segona expedició el 1326 enviada per Muhammad Shah II Tughluk de Delhi (1325-1351) va destruir la capital hoysala i el rei Ballala III s'hauria retirat a Tondanur (Tonnur, al nord de Seringapatam), i finalment a Unnamale (Tiruvannamalai o Trinomalee, al sud d'Arcot) si bé més tard va retornar i es va establir a un lloc anomenat Virupaksha-pattana (podria ser Hosdurga) i va morir lluitant contra els turakes o musulmans a Beribi el 1342; un fill, Virupaksha Ballala, fou coronat el 1343 però el poder hoysala havia tocat a la seva fi i va quedar liquidat quatre anys després.

#### Llista de reis hoysales
- Nripakama 1022-1047
- Vinayadita 1047-1098
- Ereyanga vers 1063-1090 (príncep hereu associat)
- Ballala I 1100-1110
- Vishnuvardhana 1110-1152
- Narasimha I 1152-1173
- Ballala II 1173-1220
- Narasimha II 1220-1238
- Somesvara 1233-1267
- Narasimha III 1254-1292
- Ballala III 1291-1342
- Virupaksha Ballala IV 1342-1346

### Vijayanagar
El 1336 a Vijayanagar a la vora del riu Tungabhadra dos prínceps de la raça lunar dels yadaves, de noms Hakka i Bukka, segurament vassalls hoysales, van fundar un nou estat amb el suport del cap religiós Madhava 
o Vidyaranya, cap del math de Sankaracharya (que portava el nom del gran reformador del segle VIII) a Sringeri al districte de Kadur. Hakka va agafar el nom d'Harihara; la deïtat tutelar de la dinastia fou Virupaksha. A Harihara el va succeir Bukka (1356) i a aquest el seu fill Harihara II; en aquests anys van estendre la seva sobirania sobre els caps locals del sud encara que cap al nord la seva expansió fou aturada per la fundació del sultanat bahmànida (1347). La dinastia fou anomenada Sangama i va tenir tretze reis entre 1336 i 1485.
El més famós fou Deva Raja, Devaraja o Devaraya I (també Deva Raya I) fill d'Harihara II, que va agafar el títol de Pratapa, i autoproclamat cap d'un sub dinastia anomenada Pratapa. Aquest període va estar caracteritzat per sagnants guerres contra els bahmànides de Gulbarga descrites per Firishta. La magnificència de la seva capital Vijayanagar va quedar testimoniada pel viatger italià Nicolo dei Conti (1421) i l'ambaixador persa Abd al-Razzak (1443).
Els reis posteriors no van gaudir del seu poder encara que aquest era notable; el bahmànida Shams al-Din Muhammad Shah III (1463-1482) va assolar el territori i es va enfrontar a Narasimha, cap de la família de Saluva, emparentada amb la casa reial, que governava Telingana i la part oriental de Mysore; encara que els musulmans van conquerir la fortalesa de Maliur (districte de Kolar) i altres llocs, i van saquejar Kanchi, el príncep Narasimha va evitar el perill i finalment va usurpar el tron (Narasimhadevaraya 1485-1490) fundant la dinastia de Saluva.

### Extinció de Vijayanagar
El fill de Narasimhadevaraya, Immadi Narasimha (1491-1505), fou al seu torn enderrocat pel general Narasinga de la raça yadava descendent d'una branca dels reis de Tuluva (1505); segons la llegenda el general va travessar el riu Cauvery durant una crescuda i va sorprendre i capturar viu al rei, al que va deposar i va ocupar Seringapatam on es va coronar, conquerint després tot el sud; en aquest temps el sultanat bahmànida es va fragmentar i van sorgir cinc sultanats al seu lloc. El sultanat de Bijapur fou l'enemic principal de Vijayanagar. Els fills de Narasinga foren reis: Narasimhadevaraya (1505-1509), Krishnadevaraya (1509-1529/1530) i Achyotadevaraya (1529/1530-1542).
Krishna Deva Raya fou un dels més poderosos i distingits; després de la seva victòria sobre els musulmans el 1520 les relacions amb Bijapur van millorar molt i la pau va regnar força temps. En aquest temps es va rebel·lar Ganga Raja senyor d'Ummattur (districte de Mysore) reclamant Penukonda, potser com a descendent dels gangues; la seva fortalesa principal era l'illa de Sivasamudram, a les cascades del Cauvery; el territori fou conegut com a comarca de Sivasamudram i ocupava part del districte de Bangalore. Krishna Raya va capturar el fort a les cascades i també Seringapatam; va estendre els límits de l'imperi fins a Cuttack a l'est i Goa a l'oest i fou patró de la literatura sànscrita i telugu; la seva capital fou descrita per Duarte Barbosa.
Al rei Achyotadevaraya el va succeir el seu fill menor Venkata que va morir al cap de poc i el ministre Rama Raja (amb el suport del consell) va posar al tron a un nebot, Sadasiva Raya, que era el seu cunyat; però el mateix Rama Raja manejava el poder efectiu; tot i la seva habilitat, la seva arrogància va portar als estats musulmans de Bijapur, Golconda, Ahmadnagar i Bidar a formar una coalició i junts van atacar Vijayanagar: la batalla de Talikota prop de Raichur, el 23 de gener de 1565, va enfonsar el regne. Rama Raja va morir i l'exèrcit es va desbandar; la família reial es va retirar a Penukonda, i els musulmans van avançar cap a Vijayanagar que van saquejar i destruir. Cesare dei Federici va descriure la desolació que va seguir a aquests fets.
Durant els segles XV i XVI els reis de Vijayanagar van cedir diversos feus a Mysore (o van confirmar als seus posseïdors) amb títols variats, a canvi de tribut, serveis militars i obediència; els feus del nord foren controlats directament per la cort; els del sud van quedar sota un virrei anomenat el Sri Ranga Rayal, amb seu a Seringapatam. Després de Talikota el virrei va romandre nominalment lleial igual que els diversos caps, però el seu poder va augmentar gradualment al mateix temps que disminuïa el poder reial. Entre els feudataris (una part amb títol de naik o nayak) hi havia al nord els de Keladi o Bednur, el de Basavapatna, i el de Chitaldroog; els de Belur a l'oest; els d'Halgavadi i els gaudes de Yelahanka i Ballapur, al centre; el gauda de Sugattir a l'est; els Changalvas (o reis de Changa Nadu o Changanad, més tard anomenats reis de Nanjarayapatna o Nanjarajapatna, d'un lloc situat en el que després fou Coorg), els wodeyars de Mysore, els poligars de Kalale, els de Ummattur, i altres al sud.
El germà de Rama Raja, Tirumala Raja, va establir la capital a Penukonda, i va pujar al tron deixat vacant a la mort de Sadasiva Raya, iniciant la dinastia Ramaraja o Aravidu. Bijapur i Golconda van signar un acord el 1573 per estendre les seves conquestes al sud i est sense interferir un en l'altra; la part de Bijapur anava cap al sud; Adoni fou ocupada i les costes occidentals saquejades. El 1577 el sogre del rei de Vijayanagar, Jagadeva Raya, va defensar Penukonda contra els musulmans de Bijapur que foren rebutjats, i per aquests serveis el seu territori de Baramahal fou estès fins als Ghats Occidentals amb capital a Channapatna (districte de Bangalore) d'on fou nomenat nayak (virrei). Al mateix temps Tamme Gauda de Sugatur també va rendir importants serveis i va rebre el títol de Chikka Raya, amb la cessió d'un territori entre Hoskote a l'oest i Punganur a l'est. El 1585 la capital fou traslladada a Chandragiri. Mentre els rages wodeyars de Mysore van absorbir diversos petits estats al sud i el 1610 van ocupar Seringapatam expulsant al virrei que romania lleial; el 1613 van ocupar Ummattur; en aquest temps diversos feudataris es van fer independents de fet o de dret; el 1630 Mysore va ocupar Channapatna. El 1639 el rei de Chandragiri va confirmar la cessió als britànics de Madras feta pel seu delegat a la zona; el 1644 Mysore va derrotar els Changalves a Piriyapatna, i va esdevenir el poder dominant al sud del territori.
El 1645 Chandragiri i Chingleput, una segona capital del regne, foren ocupades pel sultà de Golconda; el rei va fugir buscant la protecció del naik Sivappa de Bednur (al districte de Shimoga) que el va instal·lar a Sakkarepatna i rodalia i van intentar reconquerir Seringapatam amb la pretensió de restaurar-lo, però les circumstàncies polítiques el van fer canviar d’idea; encara Venkatapati II va regnar a Anegundi, on els seus successors romanien el 1776 quan la ciutat fou cremada per Tipu Sultan que va declarar deposada la dinastia; com a simple títol els rages de Anagundi van sobreviure fins al dia d’avui.
Mentre Bijapur va esdevenir feudatari de l'Imperi Mogol i va dirigir els seus exèrcits cap al sud sota Randullah Khan i el seu lloctinent el general Shaji, el pare de Sivaji, que va rebre la promesa d'un jagir als territoris conquerits. Els dos generals van atacar Bednur el sobirà del qual fou assetjat a Kavaledurga, si bé va poder obtenir la retirada dels invasors. Un atac a Seringapatam fou rebutjat amb gran mortaldat per Kanthirava, raja de Mysore. Els musulmans van capturar Bangalore al districte de Kolar (1639) i baixant pels Ghats van entrar a Vellore i Gingi; després retornant a l'altiplà, van ocupar Dod-Ballapur, Sira, i la part sud del que després fou el districte de Chitaldroog (vers 1644) formant-se una província anomenada Carnàtic-Bijapur-Balaghat que incloïa Kolar, Hoskote, Bangalore i Sira que fou cedida com a jagir a Shahji, que a més era governador del territori conquerit sota els Ghats anomenat Carnàtic-Bijapur-Payanghat. Sota Shaji un important element maratha fou introduït a Mysore. Shahji va morir el 1664, i el seu fill Venkoji o Ekoji va heretar els dominis paterns; però Sivaji, l'únic fill del primer matrimoni de Shaji, va reclamar la meitat del domini i per reforçar la reclamació va assolar el Carnàtic damunt i sota els Ghats el 1677 i finalment Venkoji va haver d'acceptar la partició i va conservar Tanjore, iniciant la branca de rages d'aquest estat.
El 1684 l'exèrcit mogol va anar al Dècan sota Aurangzeb per combatre els marathes i als estats musulmans de Bijapur i Golconda. El sultanat de Bijapur fou ocupat el 1686 i el sultanat de Golconda el 1687; es van enviar columnes per assegurar el domini dels districtes dependents al sud del Tungabhadra i es va formar una nova província (1687) amb Sira (districte de Tumkur) com a capçalera, formada per set parganes: Basavapatna, Budihal, Sira, Penukonda, Dod-Ballapur, Hoskote i Kolar; tenia a més diversos estats tributaris: Harpanahalli, Kondarpi, Anegundi, Bednur, Chitaldroog i Mysore. Bangalore fou venuda al raja de Mysore per 3 lakhs de rúpies per Venkoji. Kasim Khan fou designat fawjdar diwan, és a dir governador militar i civil de la província, la qual va restar en mans dels mogols fins al 1757.

### Rages wodeyar de Mysore
La família wodeyar reclamava origen en dos prínceps kshattriya de la raça yadava, anomenats Vijaya i Krishna, que van arribar al sud des de Dwarka a Kathiawar el 1399, i satisfets amb el territori es van establir a Mahishur o Mysore, una població destacada. Aquí van sentir que el wodeyar o cap d'Hadi Nadu, uns quilòmetres al sud-est s'havia tornat boig i el veí cap de Karugahalli, d'una casta inferior, aprofitant la situació, va demanar la mà de l'única filla del cap, que sota pressió li fou atorgada. Els dos prínceps van abraçar la causa de la jove princesa i per sorpresa es van presentar al banquet i van matar el senyor de Karugahalli; llavors es van dirigir a la fortalesa de Karugahalli, que van ocupar també per sorpresa i van retornar en triomf a Hadi Nadu on la princesa es va casar amb Vijaya que va agafar el títol d’odeyar o wodeyar i va assolir el govern d'Hadi Nadi i de Karugahalli adoptant la religió dels jangames o lyngayats. El quart successor Chama Raja III, que va regnar de 1513 a 1553 va fer una partició dels seus dominis entre tres fills rebent Mysore el fill anomenat Chama Raja IV de malnom Bol; com que cap dels tres fills va tenir successió, la corona va passar a la branca júnior.
Després de la derrota de Talikota el 1565 l'autoritat del virrei de Seringapatam va esdevenir gairebé nominal i els sobirans van evitar el tribut mentre el virrei intentava sense èxit arrestar al raja de Mysore. Raja Wadiyar va pujar al tron el 1578 per decisió dels ancians, i el 1610 va conquerir Seringapatam expulsant al vell virrei Tirumala Raja que es va retirar a Talakad; el 1613 va dominar Ummattur que va annexionar i va fer algunes conquestes al nord dels territoris de Jagadeva Raja; la seva política consistia a suprimir els wodeyars o caps locals i conciliar els terratinents. El seu net Chama Raja V el va succeir (1617-1637) seguint la mateixa política; el 1630 va conquerir Channapatna amb el que les possessions de l'antic regne de Vijayanagar a Mysore van quedar dominades.
Altre rei destacat fou Kanthirava Narasa Raja I (1638-1659) que va defensar Seringapatam contra l'atac de Bijapur i els va rebutjar amb gran matança. Va estendre el regne per tots quatre costats ocupant Satyamangalam i altres posicions dels nayaks de Madurai al sud; va dominar als Changalves a l'oest dominant Piriyapatna i Arkalgud; va capturar Hosur (després al districte de Salem) al nord; i va obtenir una notable victòria a Yelahanka sobre Kempe Gauda de Magadi que va haver de pagar un fort tribut; va construir noves fortificacions a Seringapatam i en va reforçar les existents, va tenir una cort notable, i va fundar una fàbrica de moneda on es van encunyar les monedes conegudes com a kanthiraya (canteroy), els huns i fanams que van romandre la moneda nacional fins al temps d'Haider Ali.
Vers el 1645 Sri Ranga Raya el darrer rei de Vijayanagar, havia fugit a Bednor buscant protecció contra els musulmans i Sivappa Naik, el sobirà de Bednor, amb l'excusa de restaurar l'imperi, va assetjar Seringapatam amb un fort exèrcit però fou rebutjat i l'exèrcit de Mysore va saquejar la part occidental concedida a Sri Ranga Raya. El nayak de Madura llavors va envair Mysore però també fou forçat a retirar-se i les forces de Mysore van ocupar Erode i Dharapuram, i van recaptar tributs a Trichinopoly i altres llocs.
Nasaraja va morir sense successió i es van presentar dues candidatures: Dodda Deva Raja, net de Bol Chama Raja fou l'escollit. Fou un amic dels bramans als quals va fer grans donacions. Va morir a Chiknayakanhalli, al nord de l'estat aleshores (el límit sud era a Dharapuram a Coimbatore, l'oest a Sakkarepatna i l'est a Salem).
Chikka Deva Raja, que no havia obtingut el tron el 1659, fou ara escollit i va demostrar ser un dels més grans reis. Va nomenar un pandit jainista amic de la infància com a ministre, va establir un sistema postal que era al mateix temps un servei d'informació, va conquerir Maddagiri i altres llocs als nord i va fer a Mysore fronterer amb Carnàtic-Bijapur-Balaghat, llavors desorganitzat per les incursions de Sivaji. Durant deu anys va establir diverses taxes evitant causar oposició però incrementant la recaptació; finalment el descontentament va acabar apareixent instigat pels sacerdots lyngayats; els ryots (terratinents) van refusar llaurar la terra i van abandonar els seus pobles; el rei va ordenar una matança de sacerdots lyngayats i això va aturar tota oposició; però el ministre pandit fou assassinat acusat de ser l'instigador de les innovacions; en lloc seu fou nomenat un braman de nom Tirumalarya, un dels més savis i eminents ministres de Mysore.
El 1687 els mogols van ocupar Golconda un any després de Bijapur, i van formar la província de Sira. Venkoji de Tanjore va acceptar vendre Bangalore a Mysore per 3 lakhs de rupies però el general mogol Kasim Khan es va apoderar de la ciutat i es va quedar amb els diners; llavors el raja de Mysore va cultivar l'aliança amb Aurangzeb mentre sotmetia altres territoris que no afectaven els mogols i així va dominar Baramahal i Salem, i el 1694 cap a l'oest les muntanyes Baba Budan. El 1696 el territori del nayak de Madura fou envaït i Trichinopoly i Gingi van quedar assetjades. Una força maratha va anar al rescat de Gingi però es va desviar cap a Seringapatam atreta per l'esperança de botí i l'absència de l'exèrcit de Mysore. Aquest exèrcit fou cridat i va tornar a marxes forçades i amb una intel·ligent estratègia va derrotar a l'enemic que van perdre quasi tots els seus homes.
Llavors va morir el governador mogol Kasim Khan i el raja de Mysore, per mantenir la seva influència a la cort i el reconeixement de les seves conquestes va enviar un ambaixador a la cort de l'emperador a Ahmadnagar, que va retornar el 1700 amb un decret que donava al raja el títol de Jug Deo Raj i permís per seure en tron d’ivori. Llavors el raja va dividir els seus dominis en 18 departaments a imitació del que els enviats havien vist a la cort mogola. Chikadevaraja va morir el 1704 amb setanta-sis anys, i el va succeir Kanthirava Narasaraja II (1704-1714). El seu estat, amb un notable tresor, s’estenia de Palni i Anaimalai al sud, a Midagesi al nord, i de Carnàtic Garh a Baramahal a l'est, a Coorg i Balam a l'oest.
A Nasaraja II el va succeir Dodda Krishna Raja (1714-1732) quan la jurisdicció del nawab de Sira fou restringida a Balaghat i es va crear la província d'Arcot sota un nawab separat. El poder a Mysore va passar a mans dels ministres Devaraj i Nanjaraj. Periòdicament alguns exèrcits foren enviats pels nawabs o pels subadar del Dècan (després del 1724 el Nizam al-Mulk), reclamant tributs o taxes; quan no podien ser rebutjats calia pagar.
Chamaraja VI va regnar breument (1732-1734) i després Krishnaraja II (1734-1766) sota el qual es va produir el setge de Devanhalli (1749) en el que va destacar un militar musulmà de nom Haidar Ali, que va ascendir després a les més altes posicions dins l'exèrcit. El 1757 van aparèixer els marathes dirigits per Balaji Rao; algunes talukes els foren entregades a canvi de la seva retirada. Els serveis d'Haidar, que dirigia l'exèrcit de Mysore, durant les lluites a Trichinopoly, van portar al seu nomenat com a fawjdar de Dindigul (districte de Madura); Haidar Ali fou enviat per solucionar un motí de l'exèrcit que reclamava pagaments retardats, i ho va aconseguir però de fet en benefici propi; llavors va obtenir el districte i fortalesa de Bangalore com a jagir; els marathes foren expulsats de les talukes que ocupaven just abans que les pluges fessin impossible un contraatac. Els marathes van retornar el 1759 dirigits per Gopal Hari, i Haidar Ali fou nomenat comandant en cap i amb intel·ligència va recuperar Bangalore i Channapatna, que havien caigut en mans dels marathes; aquests, aïllats, van acceptar la retirada a canvi d'una quantitat renunciant a tota posterior reclamació. Haidar va retornar en triomf a Seringapatam on fou rebut en un esplèndid darbar (consell de govern) en el que el raja el va abraçar i li va donar el títol de Fateh Haidar Bahadur. El pagament de les tropes es va tornar a retardar i altra vegada Haidar ho va arreglar posant els diners del seu propi patrimoni rebent en garantia quasi la meitat de l'estat. Haidar llavors va assolir el poder de fet i va posar al raja en posició de retirament conservant només el títol.

#### Llista de rages wodeyar de Mysore
- Yadu Raya 1399-1423
- Hiriya Bettada Chamaraja I 1423-1459
- Timmaraja I 1459-1478
- Hiriya Chamaraja II 1478-1513
- Hiriya Bettada Chamaraja III 1513-1553
- Timmaraja II 1553-1572
- Bola Chamaraja IV 1572-1576
- Bettada Devaraja 1576-1578
- Raja Wadiyar 1578-1617
- Chamaraja V 1617-1637
- Immadi Raja 1637-1638
- Kanthirava Narasaraja I 1638-1659
- Kempa Devaraja 1659-1673
- Chikkadevaraja 1673-1704
- Kanthirava Narasaraja II 1704-1714
- Krishnaraja I 1714-1732
- Chamaraja VI 1732-1734
- Krishnaraja II 1734-1766
- Nanjaraja 1766-1770
- Bettada Chamaraja VII 1770-1776
- Khasa Chamaraja VIII 1776-1796

### Haidar Ali i Tipu Sultan

Mapa de l'estat en temps de Tipu Sultan el 1784

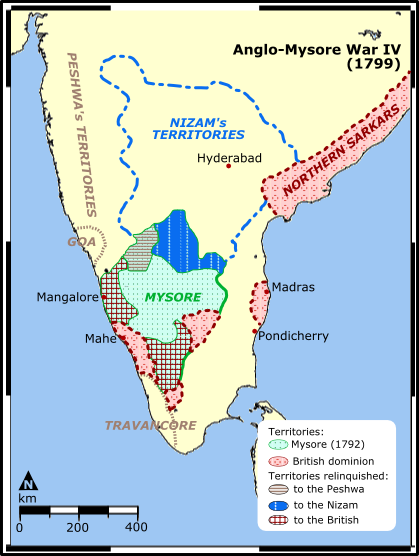
cessions el 1792

El 1760 el comandant frances a l'Índia comte de Lally, assetjat pels anglesos a Pondicherry, va demanar ajut a Haidar Ali i els dos comandants van signar un acord; quan les tropes van marxar en expedició, Khande 
Rao, el seu conseller es va revoltar contra ell amb el suport del partit del raja; el seu camp a Seringapatam fou bombardejat i va haver de fugir cap a Bangalore on va reunir forces i assistit per alguns francesos va marxar contra Khande Rao que el va derrotar prop de Nanjangud. Quan tot semblava perdut Haidar Ali es va reunir amb el raja Nanjaraja (1766-1770) i li va retornar l'autoritat; els partidaris de Khande Rao van passar al costat del raja i el ministre va haver de fugir; Haidar va recuperar tots els districtes i va entrar a Seringapatam al capdavant d'un fort exèrcit amb el qual altra vegada per un estratagema, va prendre possessió de la fortalesa.
Però llavors el raja estava a les seves mans; encara que mai el va deposar de fet el va privar altra vegada del poder. Llavors Haidar va dominar els petits estats a l'est i nord del país i va marxar contra Bednur que fou conquerida el març de 1763 amb un botí de dotze milions de lliures; també va dominar els territoris de la costa oest. Haidar sempre va considerar aquestes conquestes com la base de la seva grandesa. Va planejar construir una nova capital per ell mateix, a la que va donar el nom de Haidarnagar (moderna Nagar); va fundar una fàbrica de moneda amb monedes que van portar el seu propi nom; va crear unes drasanes navals i un arsenal a la costa; i va enfrontar als marathes i al nizam d'Hyderabad que reclamaven els territoris que havia conquerit.
Derrotat pels marathes a Rattihalli, va aconseguir per negocacions recuperar el seu èxit enfront dels dos enemics; quan els marathes i el nizam van planejar una invasió conjunta de Mysore va aconseguir separar als primers de l'aliança. El nizam d'Hyderabad i la Companyia Britànica de les Índies Orientals es van aliar contra Haidar (12 de novembre de 1766) i van envair Mysore. Però Haidar es va reconciliar amb el nizam i la petita força britànica del coronel Joseph Smith es va trobar enfront d'un exèrcit de cinquanta mil homes i 100 canons (units el nizam i Haidar); Haidar va portar la guerra al Carnàtic i va lliurar batalla contra els britànics i sipais al pas de Chengam (3 de setembre de 1767), assetjant Ambur, però fou derrotat pel coronel Joseph Smith a Tiruvannamalai (Trinornalai) i va aixecar el setge i es va retirar a Kaveripak. El febrer de 1768 els britànics van ocupar temporalment Bangalore, però Haydar la va recuperar avançat l'any; els portuguesos havien ofert ajut a Haidar Ali però el van trair, i llavors Haider es va revenjar en els catòlics de la ciutat (que havien estat convertits pels portuguesos) i més de 15.000 catòlics foren fets presoners i quasi tots van morir o es van convertir a l'islam. El 1768 el nizam es va retirar del conflicte però Haidar va mantenir la lluita i va aconseguir un tractat de pau favorable el 4 d'abril de 1769.
Els britànics li van refusar ajut contra els marathes i Haidar Ali es va acostar als francesos i va preparar la guerra contra els britànics; l'excusa fou un atac britànic a Mahé, que era possessió dels francesos però estava sota protecció de Mysore, i el juliol de 1780 va envair el Carnàtic pel mateix pas de Chengam i es va lluitar a Cuddalore, Tyaga Durgam i Chidambaram, va devastar Vellore i el territori proper i va assetjar Arcot. Quan Haidar Ali va tenir notícia que un exèrcit britànic manat per Sir Hector Munro anava cap allí, va desistir de conquerir la ciutat, però va poder derrotar a un destacament anglès manat pel coronel Baillie, a Pollilore, prop de Palur a la taluka de Walajapet i llavors va reprendre el setge. Arcot es va rendir i Ambur també fou conquerida.
Llavors Haidar Ali va assetjar Vellore i Wandiwash. Aquesta darrera fou valentament defensada pel tinent Flint i fou finalment alliberada per Sir Eyre Coote, que ara era comandant de Madras i va dirigir un exèrcit d'ajut. Coote tot seguit va marxar cap a Vellore i va ser interceptar per Haidar Ali a Sholinghur; l'acció no fou decisiva, i fins i tot probablement favorable a Haidar, però aquest va tenir masses baixes i Coote llavors va poder avançar fins a Vellore i portar subministraments per tres mesos. Hayder Ali va envair Tanjore el 1781 en mig de la guerra. El coronal Braithwaite va intentar impedir el seu avanç però fou derrotat i es va haver de rendir i Tanjore fou assolat; el sobirà local maratha, Thuljaji, es va declarar vassall de Mysore.
El 1782 Coote va ajudar altre cop a Wandiwash, a la qual Haidar Ali havia tornat a assetjar (deixant Vellore) i on Flint tornava a resistir amb èxit. Es va lliurar finalment la important batalla de Porto Novo en què Haidar fou derrotat per Sir Eyre Coote. Haidar Ali va morir sobtadament a Narasingarayanpet, prop de Chitor, el 7 de desembre de 1782 amb 60 anys. El va succeir el seu fill Tipu Sultan. La guerra va acabar el 1783 amb la signatura d'un tractat.
Tipu no tenia l'habilitat del seu pare; es deixava portar per l'odi als britànics. Encara que el 1783 un tractar va establir la pau era només una treva a espera de millor moment. Tipu va fer llavors una guerra existosa contra els marathes i el nizam i expedicions a la costa oest. Únicament Travancore va escapar al seu domini perquè estava sota protecció britànica, però finalment el 1789 també el va envair i els britànics estaven preparats i havien forjat una aliança amb marathes i el nizam.
El mateix governador general Lord Cornwallis, va agafar la direcció de l'exèrcit; després d'ocupar Bangalore i altres fortaleses a la rodalia, els britànics van assetjar Seringapatam i el febrer de 1792 Tipu va acceptar els termes de rendició oferts: l'entrega de la meitat dels seus territoris, el pagament de tres crores i 30 lakhs de rúpies i l'entrega de dos fills com a ostatges. Amb aquests desastres Tipu va semblar afectat per una malaltia mental, canviant tot el que es podia canviar: els noms dels cicles, els anys, els mesos, pesos, mesures, monedes, forts i fortaleses, oficis militars i civils, designació de persones i coses, com una paròdia del que feia a França la revolució francesa; es van prohibir les exportacions i les importacions, el cultiu de l'opi i la venda de licors; les donacions als temples hindús foren confiscades igual que algunes terres; els treballs de reg foren destruïts i reconstruïts amb un altre nom; a la mort del raja Khasa Chamaraja VIII (1776-1796) no es va nomenar successor i la família reial fou expulsada del palau i les seves propietats confiscades.
En política va buscar una coalició per l'expulsió dels britànics i va enviar ambaixadors a Constantinoble i a Kabul i cartes a Aràbia, Pèrsia i Mascat; agents de Tipu van anar a Delhi, Oudh, Hyderabad i Poona, i es van fer propostes d'alianá a Jodhpur, Jaipur i Caixmir i especialment als francesos, però la victòria de Nelson al Nil va posar fi a les esperances per aquesta banda; Lord Mornington, el governador general, va demanar explicacions d'aquesta activitat però va rebre respostes evasives; per tant es va decidir la guerra; el nizam es va posar del costat britànic, però els marathes es van mantenir neutrals. El general Harris va derrotar a Tipu a Malavalli, i es va presentar a Seringapatam el 5 d'abril de 1799. Tipu va negociar però va refusar acceptar les condicions i la fortalesa fou assaltada el 4 de maig de 1799. Tipu va morir a la lluita.

### Dinastia wodeyar restaurada
Els britànics van decidir restaurar als antics rages sota la seva protecció en una part de l'estat i dividir la resta entre els aliats; el jove príncep Krishna Raja Wodeyar, de 5 anys, fou posat al tron el 30 de juny de 1799 i el coronel Arthur Wellesley (futur Duc de Wellington) va rebre el poder civil i militar complet. Purnaiya, el ministre nbrahman de Haidar Ali i Tipu Sultan fou designat diwan (i el 1810 regent) i el coronel (després Sir) Barry Close, nomenat resident. Wellesley no va tardar a sotmetre als turbulents caps dedicats al saqueig que operaven en diversos llocs i el seu govern fou un èxit quant a orde públic. Una part de l'exèrcit de Mysore va prendre part poc després en la guerra anglo-maratha de 1802-1803 marcada per les decisives victòries de Wellesley a Assaye i Argaon.
El 1811 el raja va arribar a la majoria d'edat (18 anys) i va rebre el govern. Purnaiya es va retirar i va morir el 1812. El regnat va començar amb esperança però l'extravagància del raja i manca d'habilitat aviat va portar un país pròsper a la vora de la ruïna. El 1814 el tresor acumulat per Purnaiya havia estat dilapidat en favorits i favorites, l'exèrcit acumulava impagaments de sous, i els consells dels assessors no eren escoltats; els oficis de l'estat eren venuts al millor postor i la recaptació es va començar a fer sota l'opresiu sistema anomenat sharti; les presons es van omplir de presoners esperant sentència que els jutges no podien dictar per manca de poder. El govern britànic va advertir al raja de les conseqüències de la seva conducta i el 1825 Sir Thomas Munro, governador de Madras, va visitar personalment Mysore i va transmetre el seu malestar; tot sense resultat; el 1830 la desafecció va arribar al seu punt més alt al territori de Nagar on un pretendent es va revoltar i la rebel·lió es va estendre ràpidament; les forces de l'estat foren enviades contra els rebels però aquestes cada dia eren més forts i es va haver de demenar ajut als britànics. Després de diverses operacions Nagara fou ocupada pels britànics i la revolta ofegada. El govern britànic va establir un comitè per investigar els fets i afers de Mysore; seguint les seves conclusions el governador general Lord William Bentinck, va decidir utilitzar una claúsula del tractat amb el raja de 1799 i privar-lo del poder (que no del títol). L'octubre de 1831 el raja va entregar el poder al comissionat britànic nomenat per administrar el país; el raja va rebre permís per restar a la capital i se li va assignar una pensió important.
Després d'uns anys reformant l'administració, la tasca va donar fruits i la prosperitat va retornar; 769 taxes menors foren abolides i tot i així la recaptació no va parar de créixer; les pràctiques opressives foren eliminades. El governador general Lord Dalhousie va visitar Mysore el 1855 i va demanar noves reformes d'acord amb les modernes tendències d'administració; es van formar departaments d'obres públiques, judicial, i d'educació, i es van enviar assessors britànics. El 1861 el comissionat Sir Mark Cubbon es va posar malalt i va deixar la política després de 27 anys en el càrrec (1834-1861).
El 1857 el raja fou lleial als britànics però no li fou concedit sanad d'adopció com a altres perquè Lord Canning va al·legar que no era el sobirà governant, només el titular. No obstant el raja, que no tenia hereus mascles, va exercir el dret i va adoptar el 1865 a un fill, i finalment aquesta adopió fou reconeguda el 1867, considerant que també valia per la successió al tron. El raja va morir el 27 de març 1868 als 74 anys i el fill adoptiu Krishnaraja IV Wodeyar el va succeir com a menor d'edat. Mentre s'havien fet alguns canvis en l'administració que l'acostaven a les altres províncies. Bowring, que va succeir a Cubbon, va establir una nova divisió administrativa amb tres divisions amb un bon nombre d'oficials britànics; es van fixar les taxes i pagaments de les terres, es van regular els canals, boscos i pobles i es van crear les municipalitats.
El nou príncep fou educat per les seves tasques de govern per tutors europeus. El poder li fou entregat el 25 de març de 1881; l'instrument de transferència suprimia tots els tractats anteriors i definia els poders del maharaja i el subsidi que s'havia de pagar en lloc de l'assistència militar; C. Rangacharlu fou nomenat primer ministre o diwan i va restar al front del govern fins a la seva mort el 1883, assistit per un consell; la formació d'un òrgan que fou nomenat assemblea representativa fou un acte destacat del seu govern; després de la fam de 1876-1878 es van haver de reduir les despeses i molts oficials europeus foren retirats i els seus càrrecs abolits; el 1883 es van suprimir les divisions i es van formar els districtes; els jutges i presons foren reduïts; el govern britànic va mantenir per cinc anys més del previst un subsidi de deu lakhs sense variacions.
Sir K. Sheshadri Iyer (nomenat Sir el 1893) va succeir a Rangacharlu com a diwan el 1883 i va exercir quasi fins a la seva mort el 1901, portant el país a un estat de prosperitat; el 1884 la gana havia tornat i es va repetir el 1891, i el diwan va establir diverses mesures de protecció amb creació de ferrocarrils i obres de reg, i el govern va posposar per deu anys l'augment del pagament de l'estat; en aquest temps els ingressos es van doblar i el deute es va extingir. El 28 de desembre de 1894 va morir a Calcuta el maharaja Chama Rajendra; la maharani Vani Vilas Sannidhana va esdevenir regent fins a la majoria d'edat del fill i successor Krishnaraja IV Wodeyar (nascut el 1884, major el 8 d'agost de 1902) també educat per tutos europeus. El 1901 fou nomenat diwan Sir P. N. Krishna Murti, descendent de Purnaiya, al que el 1906 va succeir V. P. Madhava Rao.
El 3 d'agost de 1940 va morir el maharaja Krishnaraja IV Wodeyar sense fills i el va succeir Jayachamarajendra Wodeyar que l'1 de juny de 1949 va accedir a l'Índia. L'estat de Mysore va formar llavors l'estat indi de Mysore del que el maharaja fou rajpramukh. El 1956 es van unificar diversos territoris en un nou estat de Mysore del que el maharajà fou governador fins al 1964 quan fou nomenat governador de Madras (després Tamil Nadu) fins al 1967, i va morir el 24 de setembre de 1974. Just una mica abans, l'1 de novembre de 1973, l'estat reorganitzat fou rebatejat Karnataka.

#### Llista de maharajas wodeyar (restaurats)
- Mummadi Krishnaraja III Wodeyar 1799-1868 (apartat del poder el 1831)
  - Maharani Ammani Devi Avaru, regent 1799 - 1810
  - Purnaiya, diwan i Regent 1810-1811
- Jaina Chamarajendra Wodeyar 1868-1894
  - Maharani, regent 1868-1881
- Krishnaraja IV Wodeyar 1894-1940
  - Maharani Vani Vilas Sannidhana, regent 1894-1902
- Jayachamarajendra Wodeyar 1940-1949, rajpramukh 1949-1956

#### Llista de diwans
- Purnaiya 1799 - 1811
- Bargir Bakshi Balaji Rao 1811-1812
- Savar Bakshi Rama Rao 1812-1817
- Babu Rao 1817-1818 (primera vegada)
- Siddharaj Urs 1818-1820
- Babu Rao 1820-1821 (segona vegada)
- Lingaraj Urs 1821-1822
- Babu Rao 1822-1825 (tercera vegada)
- Venkata Urs 1827-1831
- Venkataramanaiya 1831-1832
- Babu Rao 1832-1834 (quarta vegada)
- Surappaya (càrrec Huzur Cap Sherestedar) 1838 - 1840

#### Llista de subcomissionat pel govern de Mysore
- Kollam Venkata Rao 1840-1844
- Kola Krishnama Naidu 1844-1858
- Kola Vijayarangam Naidu 1858-1864
- Arunachala Mudaliar 1864-1866

#### Llista de diwans
- Els comissionats britànics 1866-1881
- C.V. Rangacharlu, 1881-1883
- K. Seshadri Iyer 1883-1901
- T.R.V. Thambuchetty (Thumboo Chetty) 1900-1901 interí
- Sir P.N. Krishnamurti 1901-1906
- V.P. Madhava Rao 1906-1909
- T. Ananda Rao 1909-1912
- Mokshagundam Visvesvaraya 1912-1918
- M. Kantharaj Urs 1918-1922
- Sir Albion Banerjee 1922-1926
- Sir Mirza Muhammad Ismail 1926-1941
- N. Madhava Rao 1941-1946
- Sir Arcot Ramasamy Mudaliar (chief minister) 1946-1947

#### Llista de residents britànics
- Sir Barry Close 1799-1801
- Josiah M.C.S. Webbe 1801-1803 (primera vegada)
- John Chamier feber a octubre de 1803 (interí)
- Josiah M.C.S. Webbe 1803 - 1804 (segona vegada)
- Mark Wilks 1804-1808
- Sir John Malcolm 1804-1805 i 1807-1808 (interí per Wilks)
- Arthur Henry Cole 1808-1825
- James Archibald Casamajor 1825-1833
- H.S. Graeme 1833-1834 (interí)
- Mark Cubbon maig a octubre de 1834
- James Stuart Fraser 1834-1836
- R.D. Stokes 1836-1842

#### Llista de comissionats britànics per Mysores i Comissionats en cap de Coorg
- Equip de comisionats 1831-1834
  - John Briggs (president) 1831-1833
  - Charles May Lushington 1831-1832
  - George Dominico Drury febrer a juny de 1832
  - John M. Macleod 1832-1834
  - William Morison, president, febrer de 1803 a 1834, membre 1834
  - Mark Cubbon 1834, membre
- Mark Cubbon (1859, Sir Mark Cubbon) 1834-1861
- Lewin Bentham Bowring 1861-1870
- Sir Richard John Meade 1870-1876
- Charles Burslem Saunders 1876-1878
- James Davidson Gordon 1878-1881

#### Llista de residents de Mysore i comissionats en cap de Coorg
- Sir James Davidson Gordon 1881-1883
- Sir James Broadwood Lyall 1883-1887
- Sir Dennis Fitzpatrick 1887 (interí)
- Sir Harry North Dalrymple Prendergast 1887-1889 (primera vegada)
- Sir Oliver Beauchamp Coventry St. John 1899-1901
- Sir Harry North Dalrymple Prendergast 1891-1892 (segona vegada) (interí)
- Philip Durham Henderson 1892-1895
- Sir William Lee-Warner febrer a setembre de 1895
- William Mackworth Young 1895-1896
- Sir Donald Robertson 1896-1903
- Sir James Austin Bourdillon 1903-1905
- Sir Stuart Mitford Fraser 1905-1910
- Sir Hugh Daly 1910-1916
- Henry Venn Cobb 1916-1920
- Sir William Pell Barton 1920-1925
- Stuart George Knox febrer a octubre de 1921 (interí per Barton)
- Sir Steuart Edmund Pears 1925-1930
- Richard John Charles Burke 1930-1933
- Charles Terence Chichele Plowden 1933-1937
- John de la Hay Gordon 1937-1941
- Sir Denholm de Montalt Fraser 1941-1944
- Sir Philip Gaisford 1944-1946
- Sir Walter Fendall Campbell 1946-1947

## Arqueologia
- Inscripcions de les quals el 1900 se n'havien trobat unes nou mil, la principal els edictes d'Asoka (1892), la inscripció jainista de Sravana Belgola relativa a Chandragupta, i la inscripció Satakarni a Mallavalli són les més antigues i destacades. Han estat publicades a la Epigraphia Caniatica en 12 volums.
- Troballes prehistòriques d'eines i objectes de pedra com cròmlecs
- Monedes budistes del segle ii aC al II dC
- Manuscrits en fulls de palmera amb literatura kanaresa.
- Temples jainistes (basadi o basti) d'estil dravídic
- Temples hindús chalukyes I hoysales.
- Gran temple a Halebid
- Temples en estil dravídic entre els quals la gopuram o torre pyramidal és la principal mostra.
- Ponts a Seringapatam i Sivasamudram
- Monuments musulmans a Sira.
- Mesquites a Sante Bennor i Seringapatam
- Gumbaz o mausoleus d'Haidar i Tipu Sultan a Ganjam
- Darya Daulat, residència d'estiu de Tipu, a Seringapatam
- Temples a Malnad.

## Població
La població era:
- 1871: 5.055.102 habitants
- 1881: 4.186.188 (descens per la fam de 1876-1878)
- 1891: 4.943.604
- 1901: 5.539.399
- 1931: 6.557.302

Administrativament estava dividit fins al 1883 en 3 divisions:
- Divisió de Bangalore
- Divisió d'Ashtagram
- Divisió de Nagar

El 1883 es van formar 8 districtes:
- Districte de Bangalore
- Districte de Kolar
- Districte de Tumkur
- Districte de Mysore
- Districte de Hassan
- Districte de Kadur
- Districte de Shimoga
- Districte de Chitaldroog

Els tres primers corresponien a l'antiga divisió de Bangalore, els dos següents a la d'Ashtagram, i els tres darrers a la de Nagar.
Tenia 4 municipalitats principals: Mysore, Bangalore, Bangalore cantonment i Kolar Gold Fields. Bangalore més Bangalore cantonment tenien conjuntament 159.046 habitants el 1901, Mysore (ciutat) 68.111 i Kolar 38.204 habitants. El nombre de ciutats municipals en total era de 124 de les quals només cinc tenien més de 10.000 habitants: Kolar, Tumkur, Channapatna, Davangere, i Tarikere. En total hi havia 16.884 pobles. El 1904 36 de les petites municipalitats que no eren capçalera de taluka i tenien menys de 3.000 habitants foren convertides en unions, dirigides per un panchayat (consell) d'entre 5 i 12 membres; van quedar 88 municipalitats amb 1.049 membres dels quals només 20 europeus.
La llengua habitual era el kannada o canarès (73%); al districte de Kolar es parlava telugu (15%) i el tàmil era la llengua del 4% repartits en diversos llocs; altres llengües minoritàries eren el marathi, l'hindi i l'urdú. Els hindús eren la majoria (92,1%) sent els musulmans el 5,2% i els animistes l'1,6%; hi havia petits nombres de cristians, jainistes, parsis, sikhs, jueus i budistes; la secta principal era la hinduista lingayat o sivabhakta o sivachar o Vira Saiva. Les castes índies eren 72 destacant les dels wokkaligas o kunbis (1.287.000), lingayats (671.000), i holeyes (596.000), que entre les tres formaven el 46% del total. Deu castes més formaven més del 10%: kurubes, madigues, bedes o bedars, bramans, bestes, golles, goddes, banajigues, panchales i uppares.

## Govern
El maharaja era el cap suprem de l'estat gaudint de plens poders, excepte durant la minoria d'edat; l'administració s'exercia en nom seu per un diwan o primer ministre, ajudat de dos consellers; la cort principal era el més alt tribunal, format per tres jutges amb el jutge en cap al front; hi havia diversos oficials per les branques de l'administració. Els vuit districtes estaven administrats per un subcomissionat ajudat per diversos assistents; cada districte estava dividit en talukes (en total 69) sota un ajudant del subcomissionat amb el nom d'amaldar, ajudat per un sheristadar encarregat de la part financera i suplent del titular en la seva absència; algunes talukes tenien una part que formava una subtaluka sota un subamaldar però sense tenir cap oficial de finances. Cada taluka es dividia en hobalis o hoblis, una mena de comarques, cadascuna sota un shekdar o inspector de finances. Cada hobli el formaven diversos pobles dirigits per caps de poble o patels, que era el principal gauda o terratinent, ajudat en tascas de recaptació per un shanbog de casta braman; aquests oficis eren hereditaris i formaven part d'una corporació d'administració local de 12 persones anomenats ayagar en canarès i bara baluti en marathi; els altres membres eren els kammar o ferrer, el badagi o fuster, el agasa (anglès washerman), el panchagi o joyisa (astròleg), el nabinda o barber, el madiha o sabater, el kumbar o oller, el talri o vigilant, i el nirganti o distribuidor de l'aigua de reg; el dotzè era l'akkasale, a vegades ferrer a vegades poeta, a vegades mestre d'escola.
Un secretariat legislatiu es va formar el 1886. El 1903 hi havia 16 munsifs o corts (casos per sota de 2.500 rúpies), 5 subjutjats (des de 2.500 a 10.000 rúpies), tres corts de districte (per damunt de deu mil, i apel·lació dels munsifs i dels jutges subordinats fins a tres mil), i la cort superior (apel·lacions per damunt dels tres mil). Els magistrats eren: 122 subordinats, 3 de sessions, 8 de districte i els de la cort superior; tres jutges subordinats eren també jutges assistents de sessió.

## Exèrcit i policia
L'1 de juny de 1903 hi havia estacionats 2.093 soldats britànics, mentre l'exèrcit natiu era de 2.996 militars, el que donava un total de 5.089 soldats parts de la IX Divisió de Secundarabad amb brigades de cavalleria, infanteria i artilleria. L'únic campament militar era a Bangalore on també estava el cos de voluntaris anomenat Coorg and Mysore Rifles, format per 1.512 homes, amb destacaments a més estacionats a Chikmugalur i Sakleshpur a les plantacions de l'oest. El 1894 la força de l'estat fou reduïda a 2.722 homes, quasi la meitat musulmans i 1/5 part marathes; la resta eren per meitat hindús i cristians; estava format per dos regiments de cavalleria (1.072) i tres d'infanteria (1.814). El servei imperial de llancers creat el 1892 formava un dels regiments de cavalleria, estant estacionat a Bangalore. El servei de cavalleria Local estava estacionat a Mysore (ciutat) junt amb alguns batallons d'infanteria. Hi havia una escola de policia (Police Training School). La Kolar Gold Fields Police era un cos especial amb 50 oficials i 279 homes sota un superintendent europeu, formada especialment per sikhs i panjabis, i fou creada l'abril de 1900 per servir a les talukes de Bowringpet, Malur i Mulbagal. La policia de ferrocarrils era un servei britànic.